# Alfonso de Portago
Alfonso Antonio Vicente Eduardo Angel Blas Francisco de Borja Cabeza de Vaca y Leighton markiz Portaga, španski dirkač Formule 1 in tekmovalec v bobu, * 11. oktober 1928, London, Anglija, Združeno kraljestvo, † 12. maj 1957, Guidizzolo, Mantova, Italija.
Alfonso de Portago je debitiral v sezoni 1956, ko je nastopil na zadnjih štirih dirkah sezone in na Veliki nagradi Velike Britanije je dosegel drugo mesto, svoj najboljši rezultat kariere. V naslednji sezoni 1957 je na prvi dirki sezone za Veliko nagrado Argentine dosegel peto mesto, nato pa se je na dirki Mille Miglia smrtno ponesrečil v nesreči, ki jo je povzročila počena pnevmatika ter v kateri je umrl tudi Alfonsov sotekmovalec Edmund Nelson in deset gledalcev ob cesti.
Leta 1956 je nastopil na Zimskih olimpijskih igrah, kjer je v dvosedu zasedel četrto mesto. Na Svetovnem prvenstvu v bobu in sankanju 1957 pa je v isti disciplini osvojil bronasto medaljo.

## Popolni rezultati Formule 1
(legenda) (odebeljene dirke pomenijo najboljši štartni položaj, poševne pa najhitrejši krog, †-uvrščen kljub odstopu)
| Leto | Moštvo           | Šasija       | Motor      | 1     | 2   | 3   | 4   | 5       | 6    | 7       | 8       | Prv | Toč |
| ---- | ---------------- | ------------ | ---------- | ----- | --- | --- | --- | ------- | ---- | ------- | ------- | --- | --- |
| 1956 | Scuderia Ferrari | Ferrari D50  | Ferrari V8 | ARG   | MON | 500 | BEL | FRA Ret | VB 2 | NEM Ret | ITA Ret | 15. | 3   |
| 1957 | Scuderia Ferrari | Ferrari D50A | Ferrari V8 | ARG 5 | MON | 500 | FRA | VB      | NEM  | PES     | ITA     | 20. | 1   |